# Teinobasis alluaudi
Teinobasis alluaudi é uma espécie de libelinha da família Coenagrionidae.
Pode ser encontrada nos seguintes países: Quénia, Madagáscar, Malawi, Seychelles e Tanzânia.
Os seus habitats naturais são: florestas subtropicais ou tropicais húmidas de baixa altitude e áreas húmidas dominadas por vegetação arbustiva.
Está ameaçada por perda de habitat.